# 祖尔桑贾克
祖尔桑贾克，奥斯曼帝国的桑贾克，桑贾克是奥斯曼帝国的二级行政区划，相当于“旗”。在1857年成立时，该旗的部分地区是从巴格达州分离出来的。祖尔有时也被作为阿勒颇州或叙利亚州的一部分。
该旗首府为幼发拉底河右岸的城镇代尔祖尔，该镇也是全旗唯一的比较大的城镇。在20世纪初，该旗的面积达38,600平方英里（100,000平方），人口约10万人，主要是阿拉伯牧民。

## 行政区划
该旗包含的卡扎：
1. 代尔卡扎
2. 艾因角卡扎
3. 阿萨雷卡扎
4. 阿布凯马勒卡扎